# Дарвин (Минесота)
Дарвин (енгл. Darwin) град је у америчкој савезној држави Минесота.

## Демографија
По попису из 2010. године број становника је 350, што је 74 (26,8%) становника више него 2000. године.
| Група             | 2000.       | 2010.       |
| Белци             | 254 (92,0%) | 333 (95,1%) |
| Афроамериканци    | 2 (0,7%)    | 1 (0,3%)    |
| Азијати           | 0 (0,0%)    | 1 (0,3%)    |
| Хиспаноамериканци | 14 (5,1%)   | 12 (3,4%)   |
| Укупно            | 276         | 350         |